# Żółta mozaika rzepaku
Żółta mozaika rzepaku (ang. Turnip yellow mosaic tymovirus) – wirusowa choroba rzepaku wywołana przez wirusa żółtej mozaiki rzepaku (Turnip yellow mosaic virus, TYMV). Jest to choroba z grupy mozaik.
W opracowaniu „Polskie nazwy chorób roślin uprawnych" Turnip yellow mosaic virus powoduje żółtą mozaikę rzepaku, o chorobie tej brak jednak jakichkolwiek informacji w internecie. Według innych źródeł wirus ten infekuje głównie rośliny z rodzaju kapusta (Brassica) i Cardamine lilacina, a wśród roślin uprawnych głównie kapustę pekińską (Brassica rapa subsp. pekinensis) i kalafiora (Brassica oleracea var. botrytis). U innych roślin z rodzaju Brassica objawy infekcji są łagodne.
Wirus żółtej mozaiki rzepaku zimuje w chwastach z rodziny kapustowatych. Przenoszony jest przez żujące owady, takie jak pchełki, chrząszcze, koniki polne i skorki.